# فرایند شمارشگر
به فرایندی تصادفی {\displaystyle \{N(t);t\geqslant 0\}} یک فرایند شمارشگر می گویند اگر {\displaystyle N(t)} تعداد رویدادهای واقع شده تا زمان {\displaystyle t} را نشان دهد.

## خصوصیات
{\displaystyle \{N(t)\in \mathbb {N} ;t\geqslant 0\}} یک فرایند شمارشگر است اگر و تنها اگر:
- {\displaystyle N(t)\geqslant 0}
- {\displaystyle N(t)\in \mathbb {Z} }
- {\displaystyle s<t\Rightarrow N(s)\leq N(t)}
- برای {\displaystyle N(t)-N(s)}, {\displaystyle s<t} برابر است با رویدادهایی که در بازهٔ [s,t) اتفاق می افتد.

## فرآیند مستقل افزایشی
به فرایندی شمارشگر گفته می‌شود که در بازه‌های زمانی غیر مشترک تعداد رویدادهای اتفاق افتاده از هم مستقل باشد.
برای مثال، تعداد رویدادهای اتفاق افتاده تا زمان ۱۰ (یعنی {\displaystyle N(10)}) باید از تعداد رویدادهای اتفاق افتاده بین زمان ۱۰ و ۱۵ مستقل باشد(یعنی{\displaystyle N(15)-N(10)}). 

## فرایند شمارشگر تجدید
چنانچه یک فرایند تجدید مانند {\displaystyle S_{n}} داشته باشیم، فرایند شمارشگری که مقادیر t در اصل فاصله زمان بین دو عمل تجدید باشد را یک فرایند شمارشگر تجدید می‌نامیم و به بیانی داریم:
- {\displaystyle N(t)=n\equiv S_{n}\leq t<S_{n+1}}
- {\displaystyle N(t)=\sup\{n;S_{n}\leq t\}}